# يانغي آباد (مقاطعة كتاب)
يانغي آباد هي بلدة في مقاطعة كتاب في ولاية قشقداريا في أوزبكستان.